# Moribaetis salvini
Moribaetis salvini är en dagsländeart som först beskrevs av Eaton 1885.  Moribaetis salvini ingår i släktet Moribaetis och familjen ådagsländor. Inga underarter finns listade i Catalogue of Life.